# Vormwald (Hückeswagen)
Vormwald ist eine Hofschaft in Hückeswagen im Oberbergischen Kreis im Regierungsbezirk Köln in Nordrhein-Westfalen (Deutschland).

## Lage und Beschreibung
Vormwald liegt im nördlichen Hückeswagen nahe Radevormwald oberhalb des Wiebachtals. Nachbarorte sind Oberbeck, Mittelbeck, Niederbeck, Herweg und Neuenherweg. Die Hofschaft ist über eine Zufahrtsstraße erreichbar, die zwischen Neuenherweg und Oberhombrechen von der Kreisstraße K11 abzweigt und auch Oberhombrechen, Mittelhombrechen und Karrenstein anbindet.
Bei Vormwald entspringt der Vormwalder Bach, ein Zufluss des Wiebachs.

## Geschichte

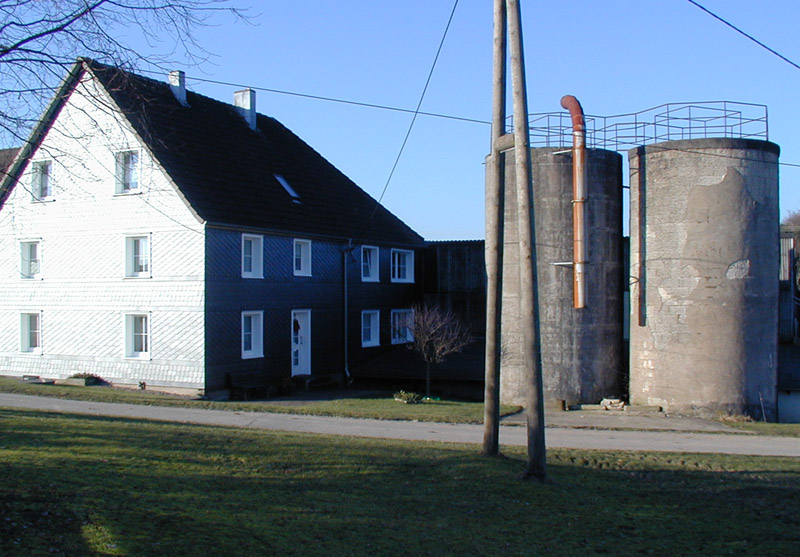
Bauernhaus und Silos in Vormwald

1481 wurde der Ort das erste Mal in einer Spendenliste für den Marienaltar der Hückeswagener Kirche urkundlich erwähnt. Schreibweise der Erstnennung: tom Walde. Die Karte Topographia Ducatus Montani aus dem Jahre 1715 zeigt den Hof als vorm Wald. Im 18. Jahrhundert gehörte der Ort zum bergischen Amt Bornefeld-Hückeswagen.
1815/16 lebten 25 Einwohner im Ort. 1832 gehörte Vormwald unter dem Namen Wald der Herdingsfelder Honschaft an, die ein Teil der Hückeswagener Außenbürgerschaft innerhalb der Bürgermeisterei Hückeswagen war. Der laut der Statistik und Topographie des Regierungsbezirks Düsseldorf als Weiler kategorisierte Ort besaß zu dieser Zeit sechs Wohnhäuser und sechs landwirtschaftliche Gebäude. Zu dieser Zeit lebten 29 Einwohner im Ort, allesamt evangelischen Glaubens.
Im Gemeindelexikon für die Provinz Rheinland werden 1885 drei Wohnhäuser mit 20 Einwohnern angegeben. Der Ort gehörte zu dieser Zeit zur Landgemeinde Neuhückeswagen innerhalb des Kreises Lennep. 1895 besitzt der Ort drei Wohnhäuser mit 15 Einwohnern, 1905 drei Wohnhäuser und 19 Einwohner.

## Sehenswürdigkeiten
Auf einer Anhöhe nahe der Hofschaft wird eine Windkraftanlage betrieben.

## Wander- und Radwege
Folgende Wanderwege führen durch den Ort:
- Der Ortswanderweg ▲ vom Radevormwalder Zentrum nach Purd
- Der Radevormwalder Ortsrundwanderweg A2 (Höltershof)